# Champdôtre
Champdôtre is een gemeente in het Franse departement Côte-d'Or (regio Bourgogne-Franche-Comté) en telt 540 inwoners (2005). De plaats maakt deel uit van het arrondissement Dijon.

## Geografie
De oppervlakte van Champdôtre bedraagt 10,5 km², de bevolkingsdichtheid is 51,4 inwoners per km².
De onderstaande kaart toont de ligging van Champdôtre met de belangrijkste infrastructuur en aangrenzende gemeenten.

## Demografie
Onderstaande figuur toont het verloop van het inwonertal (bron: INSEE-tellingen).